# Burjatsko
Burjatsko, plným názvem Republika Burjatsko (burjatsky Бүгэдэ Найрамдаха Буряад Улас, rusky Респу́блика Буря́тия), je republika Ruské federace v Dálněvýchodním federálním okruhu. Její rozloha je 351 300 km², žije zde přibližně 971 tisíc obyvatel. Republika má vlastního prezidenta, parlament (Chural) a ústavu. Hlavní město je Ulan-Ude.

## Historie
Na přelomu našeho letopočtu představovalo Přibajkalí severní část státu Hunů (čínsky 匈奴 Siung-nu), starého kočovného národa, který od roku 220 př. n. l. do 2. století n. l. obýval Mongolskou náhorní plošinu. Podle hojně rozšířeného názoru došla část Hunů do Evropy, kde se smísili s Uhry a vytvořili tak nový národ, v Evropě známý jako národ Hunů.
Po rozpadu státu Hunů v 1. století n. l. převzal kontrolu nad Přibajkalím mongolský kmen Xianbi (93–234). Ve 4.–6. století bylo území Burjatska součástí mongolského Žužanského (Žuanžuanského) chanátu (330–555). V roce 924 byl mongolským státem Liao (907–1125) zničen Kyrgyzský chanát (840–924). V roce 1206 se území etnického Burjatska kolem Bajkalu stalo součástí Mongolské říše.
Ve 13.–16. století značná část mongolských kmenů, včetně Merkitů, Bajatů, Tumatů a Bargů, odtáhla z území dnešního Burjatska, a část se jich přidala k jiným mongolským kmenům. V 16. století se Mongolská říše rozpadla na jednotlivé státy. Dnešní etnické Burjatsko bylo až do 17. století součástí mongolského státu Severní Jüan.
Počátkem 17. století pronikl z Mongolska na sever k burjatskému obyvatelstvu Zabajkalí tibetský buddhismus školy Gelugpa, který se později (koncem 17. – počátkem 18. století) rozšířil na celé území Zabajkalí.
Po celém území dnešního Mongolska, Vnitřního Mongolska a Burjatska kočovaly až do 17. století mongolské kmeny. Když bylo v 17. století Burjatsko připojeno k Rusku, objevily se v této oblasti v důsledku kočovného způsobu života různé mongolské kmeny (Echirit-Bulagati, Chorinci, Sartuulové, Songolové, Hongodorové a další), což následně vedlo ke vzniku různých dialektů burjatského jazyka, ale i k odlišnostem v národních krojích, tradicích apod.
Po zavedení rusko-čínské hranice (1729) byly výše uvedené burjatsko-mongolské kmeny odříznuty od hlavního proudu mongolských kmenů a staly se základem budoucího burjatského národa. Podle údajů o sčítání lidu v roce 1897 žilo v Zabajkalí 180 tisíc Burjatů a 160 tisíc z nich vyznávalo buddhismus.
V roce 1917 byla zřízena první národní autonomie Burjatů – stát Burjat-Mongolsko. V roce 1918 byla Zabajkalská oblast prohlášena Zabajkalským sjezdem sovětů za gubernii.
Sovětská vláda byla na burjatském území ustavena v únoru 1918, ovšem už v létě téhož roku byla svržena. Za podpory japonských vojsk vznikla v Zabajkalí vojenská diktatura atamana Semjonova. V letech 1919–1920 působilo na burjatském území několik národních a „bílých“ vlád – stát Burjat-Mongolsko, teokratický Balagatský stát, Velký panmongolský stát. 2. března 1920 dobyla Rudá armáda za pomoci partyzánů město Věrchněudinsk. Západní Burjatsko se stalo součástí RSFSR, východní Burjatsko součástí Dálněvýchodní republiky (DVR). Od dubna do října roku 1920 byl Věrchněudinsk hlavním městem DVR.
V roce 1921 byla v rámci Dálněvýchodní republiky vytvořena Burjat-mongolská autonomní oblast (s územními správními jednotkami neboli ajmaky: Anginským, Barguzinským, Chorinským a Čitským; centrem správního území bylo město Čita). 9. ledna 1922 byla zřízena Mongolsko-burjatská autonomní oblast v rámci RSFSR (s ajmaky Tunkinským, Alarským, Echirit-Bulagatským, Bochanským a Selenginským; centrem správního území byl Irkutsk).
Po odchodu zahraničních interventů z Dálného východu a po připojení DVR k RSFSR (v listopadu 1922) se obě autonomní oblasti spojily a 30. května 1923 vznikla jako součást RSFSR Burjat-mongolská autonomní sovětská socialistická republika s hlavním městem Věrchněudinskem. Toto datum se považuje za datum vzniku Republiky Burjatsko.
30. července 1930 byl vytvořen Východosibiřský kraj (s krajským centrem Irkutskem) a Burjat-mongolská ASSR se stala jeho součástí. V roce 1934 byl Věrchněudinsk přejmenován na Ulan-Ude. 26. září 1937 byl Východosibiřský kraj rozdělen na Irkutský a Čitský a od Burjat-mongolské ASSR se oddělil Usťordynský burjatský autonomní okruh. 7. července 1958 byla Burjat-mongolská ASSR výnosem prezidia Nejvyššího sovětu SSSR přejmenována na Burjatskou ASSR. 8. října 1990 Nejvyšší sovět Burjatské ASSR přijal Deklaraci o státní svrchovanosti Burjatské sovětské socialistické republiky. Na základě tohoto dokumentu Burjatsko odmítlo autonomní status a vyhlásilo na svém území svrchovaný stát Burjatská SSR. 27. března 1992 došlo k přejmenování Burjatské ASSR na Republiku Burjatsko.
V listopadu 2018 přešlo Burjatsko na základě výnosu prezidenta Putina ze správy Sibiřského federálního okruhu do Dálněvýchodního okruhu.

### Současnost
Republika nadále patří k nejchudším v Ruské federaci. Nezaměstnanost a nízké výdělky nutí zdejší muže vstupovat do ruské armády. V současné době (v roce 2022) jich mnoho bojuje na Ukrajině, podle statistiky je mezi vojáky z Ruska úmrtnost v bojích 7,13 na sto tisíc mužů, u vojáků z Burjatska je to 60,84.

## Symboly

### Vlajka
Burjatská vlajka je tvořena listem o poměru stran 1:2 se třemi vodorovnými pruhy – modrým, bílým a žlutým, v poměru šířek 2:1:1 a žlutým sojombem při žerdi v horním, modrém pruhu.

### Hymna
Burjatská hymna je píseň O rodnoj zemle (rusky О родной земле,  O rodné zemi). Za základ hymny byla zvolena skladba skladatele Anatolije Andrejeviče Andrejeva s textem Damby Zodbiče Žalsarajeva.

## Geografie

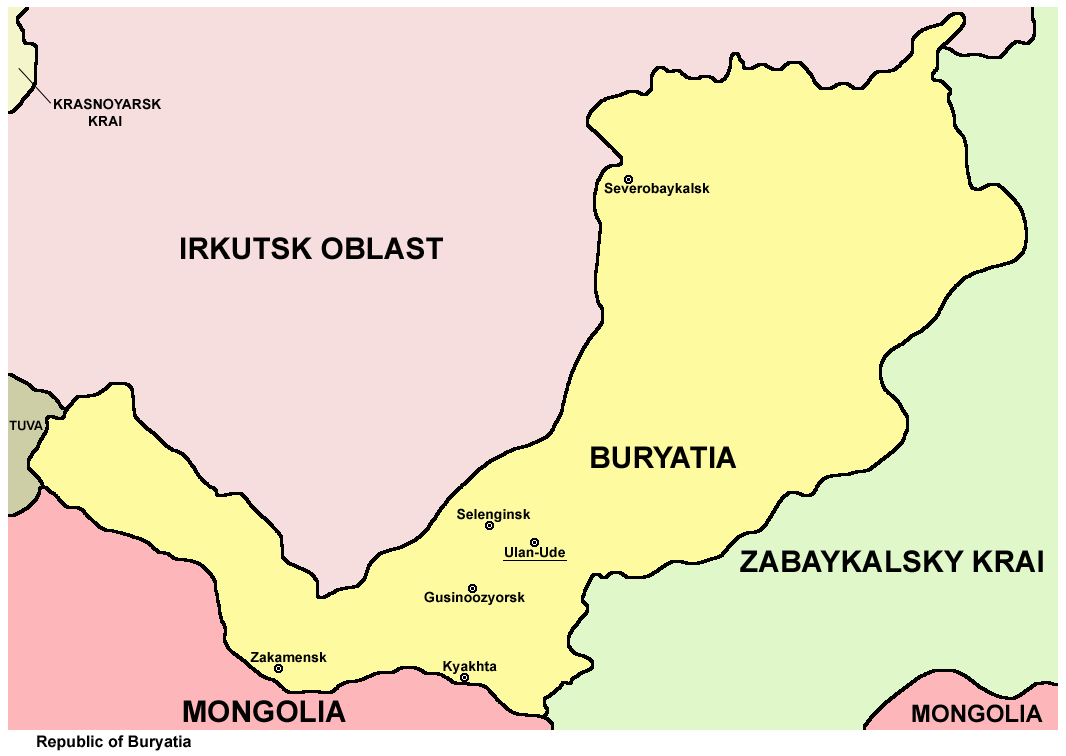
Mapa republiky

### Fyzická (reliéf)
Většina území republiky je hornatá, 83 % území pokrývají lesy. Velké množství jezer (asi 35 tisíc). Na celém území se nacházejí ložiska nerostných surovin (přibližně 700). V Burjatsku se nachází Barguzinské pohoří, Jihomujský hřbet, Severomujský hřbet, Stanová vysočina. Za nejvyšší horu Burjatska s nadmořskou výškou 3492 metrů se považuje hora Munku Sardyk. Vrchol hory se nachází na hranici Ruska a Mongolska ve východní části pohoří Sajany, jižně od pramenů Oky a Irkutu, které ústí do Angary. Jižně od hory se nachází v Mongolsku jezero Chövsgöl núr. Nejnižší bod v republice je úroveň hladiny jezera Bajkal ve výšce 456 metrů nad mořem.

### Klima
Podnebí Burjatska je silně kontinentální se studenou zimou a horkým létem. V listopadu–prosinci teplota výrazně klesá. Druhá polovina zimy se vyznačuje malým množstvím sněhu. Na jaře je větrno, s převažujícím severozápadním větrem a deštěm. Léto je velice krátké, má teplé dny a chladné noci, s prudkými dešti v červenci a srpnu. Podzim nastává pozvolna, bez náhlé změny počasí. Průměrná letní teplota je 26 °C, v zimě -25 °C a průměrná roční teplota -1.6 °C.

### Vodní zdroje
Vodní zdroje republiky Burjatsko představují povrchové a podzemní vody. Na jejím území teče více než 30 000 řek o celkové délce cca 150 tisíc.km. Z nich pouze 25 se uvádí jako
velké a střední. Více než 99 % řek v republice jsou malé, které mají délku do 200 km. 61% z toku řek republiky připadá na povodí jezera Bajkal. Na území republiky se nachází 35 000 jezer o celkové ploše 1795 km². Bajkal je nejhlubší sladkovodní jezero na světě, jeho maximální hloubka činí 1 642 m. Jeho délka je 636 km, šířka 25–79 km. Mezi další jezera Burjatska patří Baunt, Busani, Husí jezero, Jeravninská jezera, která v sobě zahrnují Velké Jeravné jezero, Malé Jeravné jezero a také Sosnové jezero.

### Flora a fauna
Burjatsko má jedinečnou a rozmanitou flóru a faunu. V současné době je v zemi zaznamenáno více než 446 druhů suchozemských obratlovců. Plazů zde žije 7 druhů, ptáků více než 348 druhů, savců celkem 85 druhů.
Na Bajkalu a v jeho okolí žije více než 2500 různých druhů zvířat a ryb, 250 z nich jsou ohrožené druhy. Nejznámější druh, který žije v jezeře, je omul – ryba z čeledi lososovitých. Za symbol Bajkalu se považuje tuleň bajkalský.
Většina území Burjatska je zalesněná (83% plochy). Na jaře kvete rhododendron dauricus. Léčivé rostliny se běžně využívají v lidovém a tibetském léčitelství. V tajze můžeme spatřit soby, veverky, lišky, rysy, jeleny, losy, divoká prasata a medvědy.
Do Červené knihy Ruska a Burjatska patří bajkalský jeseter, siven severní, lipan bajkalský, pstruh a lín.

## Ekonomika
Burjatsko je zemědělská země. Pěstuje se zde hlavně pšenice, zelenina a brambory. Chová se dobytek a rozšířený je i rybolov (hlavně na Bajkalu).

### Elektroenergetika
Energetická soustava Burjatska funguje v rámci Jednotné energetické soustavy Ruska.

### Doprava
Územím republiky probíhá Transsibiřská magistrála a Bajkalsko-amurská magistrála. Čilý je lodní provoz přes Bajkalské jezero. Převážná část burjatského území se vyznačuje velmi špatnou vnitřní dopravní infrastrukturou, absencí husté železniční sítě a silničních vozovek s krytem.

#### Silniční doprava
V Burjatsku je velmi rozvinutá veřejná automobilová doprava, jejímž prostřednictvím bylo v roce 2009 přepraveno 59010 tisíc lidí a 933 tisíc tun nákladu. Celková délka
silniční sítě je více než 14 tisíc km.
Republikou procházejí pozemní komunikace federálního významu: R258 (М55) „Bajkal“ vedoucí z Irkutsku přes Ulan-Ude do Čity, А340 (А165) s trasou Ulan-Ude – Kjachta – Mongolsko (pohraniční kontrolní stanoviště „Kjachta-Altanbulag“) a А333 (А164) z Kultuku do Mondy vedoucí přes mongolskou hranici k jezeru Chövsgöl núr (pohraniční kontrolní stanoviště „Mondy-Chanch“). Federální silnice disponují dostatečným počtem čerpacích stanic a dalších služeb pro motoristy.

#### Železniční doprava

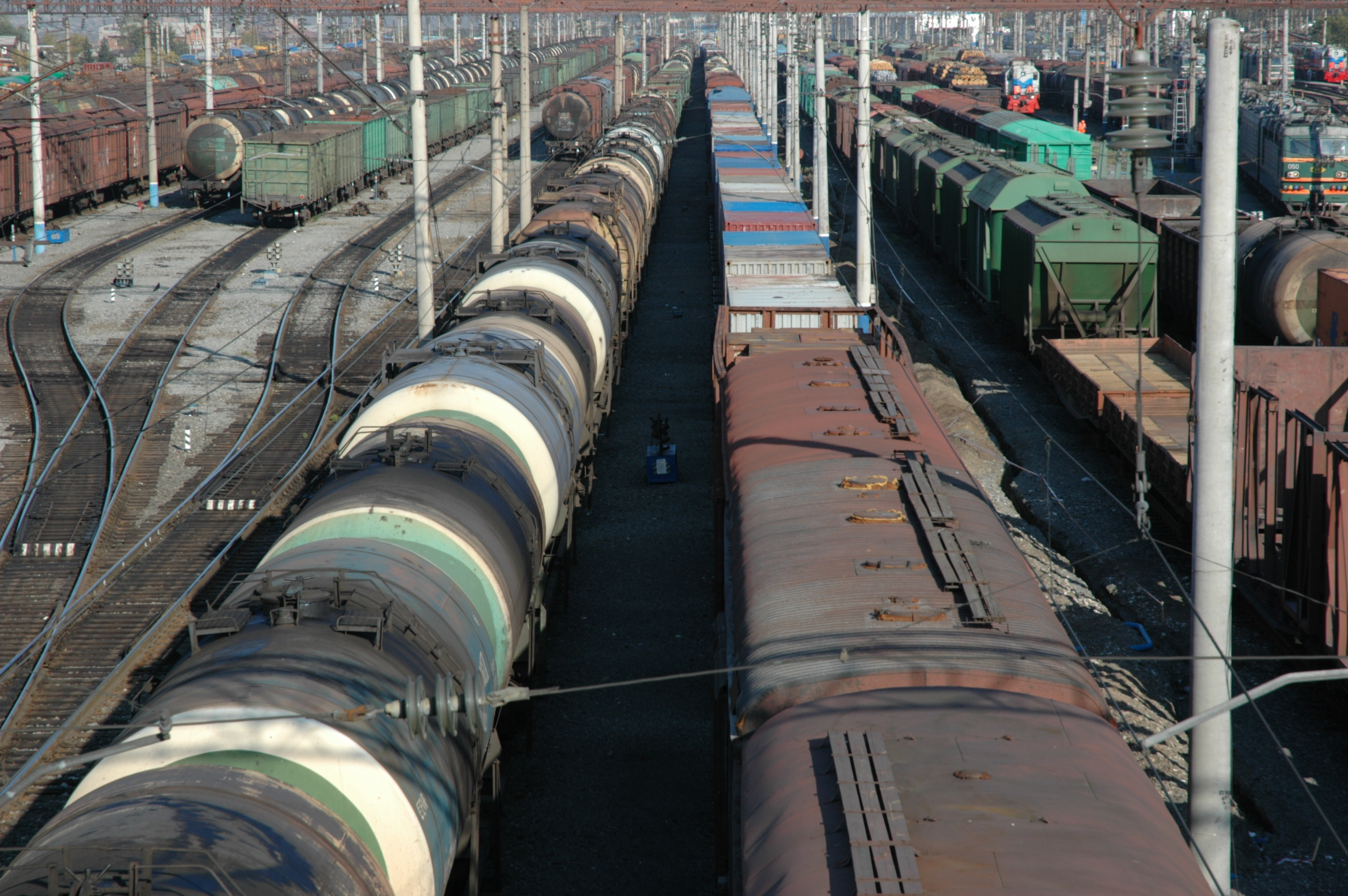
Nádraží v Ulan-Ude

Burjatskem prochází Transsibiřská magistrála (město Ulan-Ude je uzlovou železniční stanicí Východosibiřské železnice) a Bajkalsko-amurská magistrála. Celková délka železničních tratí v Burjatsku je 2044 km.
Východosibiřská železnice je součástí Transsibiřské magistrály. Zahrnuje jižní trať do Mongolska vedoucí z Ulan-Ude do městečka Nauški.
Název Krugobajkalská magistrála (neboli Okružní bajkalská železniční trať) se během výstavby a prvních let provozu používal pro 260 km dlouhý úsek železnice mezi stanicemi
Bajkal (Irkutský kraj) a Mysovaja (město Babuškin, Burjatsko).
Bajkalsko-amurská magistrála protíná Burjatsko v jeho severní části a vede přes Severomujský tunel. Z Usť-Kutu (Irkutský kraj) do stanice Taksimo (Burjatsko). Severomujský tunel byl otevřen 5. prosince 2003. Protíná Severomujský hřbet, podle něhož byl také pojmenován. Díky své celkové délce (15 343 m) je tunel nejdelším železničním tunelem v Rusku. Výstavba trvala s přestávkami 26 let. Vypočtená životnost tunelu je 100 let.
Mezi ruskými úzkokolejkami o rozchodu 750 mm fungujícími v 90. letech zaujímá vzhledem ke své délce první místo Chandagatajská úzkokolejná železniční trať. Vzdálenost ze stanice Karymka (osada Novoiljinsk v Zaigrajevském okrese, 110 km východně od Ulan-Ude) do stanice Zaza (Jeravninský okres) činila 260 km.

#### Letecká doprava
Mezinárodní letiště "Bajkal" se nachází ve městě Ulan-Ude. Z letiště jsou vypravovány každodenní lety do Moskvy, ale i pravidelné lety do měst na východní Sibiři. Z letiště „Bajkal“ odlétají mezinárodní lety do Pekingu, Mandžuska (ČLR), Cam Ranh (Vietnam), Antalye (Turecko), Bangkoku (Thajsko). Na letišti mají základnu dvě letecké společnosti – Burjatské aerolinky (BURAL) a PANH. BURAL realizuje charterovou i pravidelnou osobní a nákladní přepravu. Byla založena v roce 1992 a provozuje jak krátké, tak i dálkové lety. PANH se také zabývá charterovou i pravidelnou osobní a nákladní přepravu. Specializuje se na vnitrostátní lety a lety do blízkého zahraničí. Byla založena v roce 2009.

#### Říční doprava
Východosibiřská říční paroplavba je společnost, která v Irkutském kraji a Burjatsku zajišťuje osobní i nákladní přepravu říční lodní dopravou. Společnost je nejvýznamnějším dopravcem zboží po Angaře, Bajkalu a jeho přítocích – Selenze a Horní Angaře.

### Průmysl
Základem průmyslového komplexu Republiky Burjatsko je v současném době strojírenství a obrábění kovů, elektroenergetika, hutnictví barevných kovů, potravinářský a palivový průmysl, lesnictví, dřevozpracující a papírenský průmysl. Připadá na ně 95,1 % celkového objemu průmyslové výroby produkované v Burjatsku. V roce 1923, kdy vznikla Burjat-mongolská ASSR, existovalo na jejím území 17 malých průmyslových podniků, které zaměstnávaly pouhých 854 lidí. Podíl průmyslu v národním hospodářství činil 11,6 %.
V současnosti představuje průmysl hlavní ekonomickou sféru republiky a jako takový zajišťuje 27 % hrubého regionálního produktu. Až 30 % pracovních sil ve sféře materiální výroby připadá na průmysl. Celkem existuje v průmyslu více než 1600 podniků. Základ tohoto odvětví tvoří zhruba 147 velkých a středních podniků, v nichž se koncentruje hlavní průmyslový potenciál a je v nich zaměstnáno přibližně 52,3 tisíce lidí. Průmysl předhání ostatní hospodářská odvětví jak počtem zaměstnanců, tak objemem produkce i základních fondů.
V současné době Burjatsko vyrábí a vyváží leteckou techniku, kovové mostní konstrukce, dřevo, celulózu, karton, obaly, vlněné látky, stavební materiály, elektrická zařízení, masové konzervy, těstoviny, likéry a lihoviny, cement a další široký sortiment.

#### Těžební a důlní průmysl
Republika disponuje rozvitým těžebním průmyslem. Jedná se o jedno z nejvýznamnějších průmyslových odvětví Burjatska. Hlavními odvětvími burjatského těžebního a důlního průmyslu jsou těžba zlata, těžba uhlí a barevných kovů.

### Zemědělství
Zemědělskoprůmyslový komplex Burjatska produkuje značnou část potravin východní Sibiře. Jedinečná kombinace rozlehlých jižních území, dostupných vodních zdrojů a úrodné půdy je ideálním předpokladem rozvoje burjatského zemědělství. Místní zdroje zemědělských surovin tvoří základ potravinářského průmyslu zastoupeného podniky na výrobu masných, mléčných a rybích výrobků, výrobků z mouky a krup, kombinovaných krmiv, likérů a lihovin, cukrářských a dalších výrobků. Zemědělskoprůmyslový komplex vytváří zhruba 10 % hrubého regionálního produktu a pracuje v něm 9,8 % zaměstnané populace. Po výrazném poklesu výroby v letech 1992–1998 hlavní odvětvové ukazatele dlouhodobě stagnují. V letech 1999–2005 byl zaznamenán úbytek zaměstnanců, ovšem v roce 2006 se situace podstatně změnila a zemědělství nabírá obrátky.
Aktivně se rozvíjí průmyslový chov prasat. V roce 2012 byl zahájen provoz Východosibiřského Svinokomplexu, tedy vepřína pro 140 000 prasat. Již 10 let funguje Agroholding Nikolajevskij, největší výrobce vepřového masa na Sibiři. V Republice Burjatsko jsou v provozu 2 drůbežárny, další se má podle plánu stavět v Zaigrajevském okrese.
Plocha zemědělské půdy činí 3,154 miliónu hektarů, včetně 847 tisíc hektarů polí. Ve struktuře zemědělské půdy mají největší podíl louky na sklizeň sena a pastviny. Země se
vyznačuje nepříliš vysokou úrodností, půda je vystavena působení větrné a vodní eroze. 82 % obdělávaných zemědělských ploch a 92 % z celkového počtu hovězího dobytka je v soukromém vlastnictví. Státní zemědělské podniky, které jsou ve vlastnictví republiky nebo ve federálním vlastnictví, zaujímají 8,7 % obdělávaných ploch.
V roce 2006 byla v hospodářstvích všech kategorií vyrobena produkce v hodnotě 10,4 miliardy rublů.

### Zahraniční obchod
Obrat zahraničního obchodu Burjatska v roce 2011 činil 903,3 miliónu amerických dolarů. Zahraničněobchodní transakce se uskutečnily se 40 zeměmi světa. Nejvýznamnějšími obchodními partnery pro burjatský vývoz jsou Čína, Mongolsko, Uzbekistán, Slovensko, Spojené arabské emiráty, Vietnam, Argentina, Brazílie. Hlavním vývozním artiklem jsou: strojírenské výrobky 79,4 %, dřevo a výrobky z papíru a celulózy 14,9 %, potravinářské zboží a zemědělské suroviny 3,4 %. Hodnota vývozu činila v roce 2011 724 miliónů amerických dolarů, hodnota dovozu 179,3 miliónů amerických dolarů. Hlavními obchodními partnery pro dovoz jsou Čína, Ukrajina, Itálie, Mongolsko, Turecko.

### Památky a turismus
- Ivolginskij dacan v Burjatsku je hlavní buddhistický klášter v Rusku.
- Spaso-Preobraženský monastýr v obci Posolskoje, založený roku 1682, nejstarší pravoslavný klášter v zemi
- Svjato-Odigitrijevský chrám (svaté Panny Marie Hodegetrie) v Ulan-Udě, pravoslavná katedrála, památka sibiřského baroka, postaven v letech 1741–1785
- Etnografické muzeum národů Zabajkalí, několik budov
- Archeologický komplex s pohřebišti, mohylami a stélami od doby bronzové po raný novověk
- Muzeum děkabristů v Novoselenginsku - památník jejich zdejšího pobytu ve vyhnanství v letech 1826–1850

## Galerie

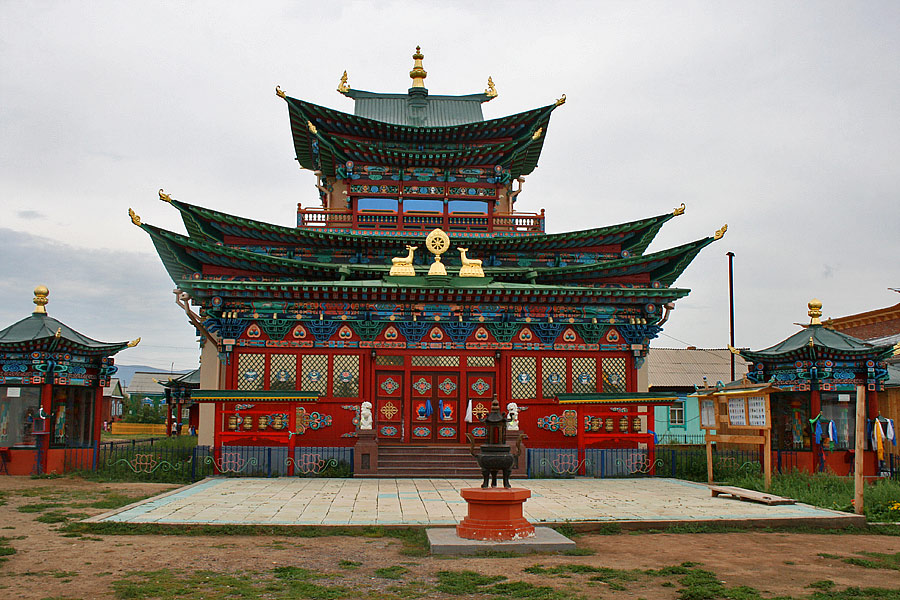
Ivolginskij dacan
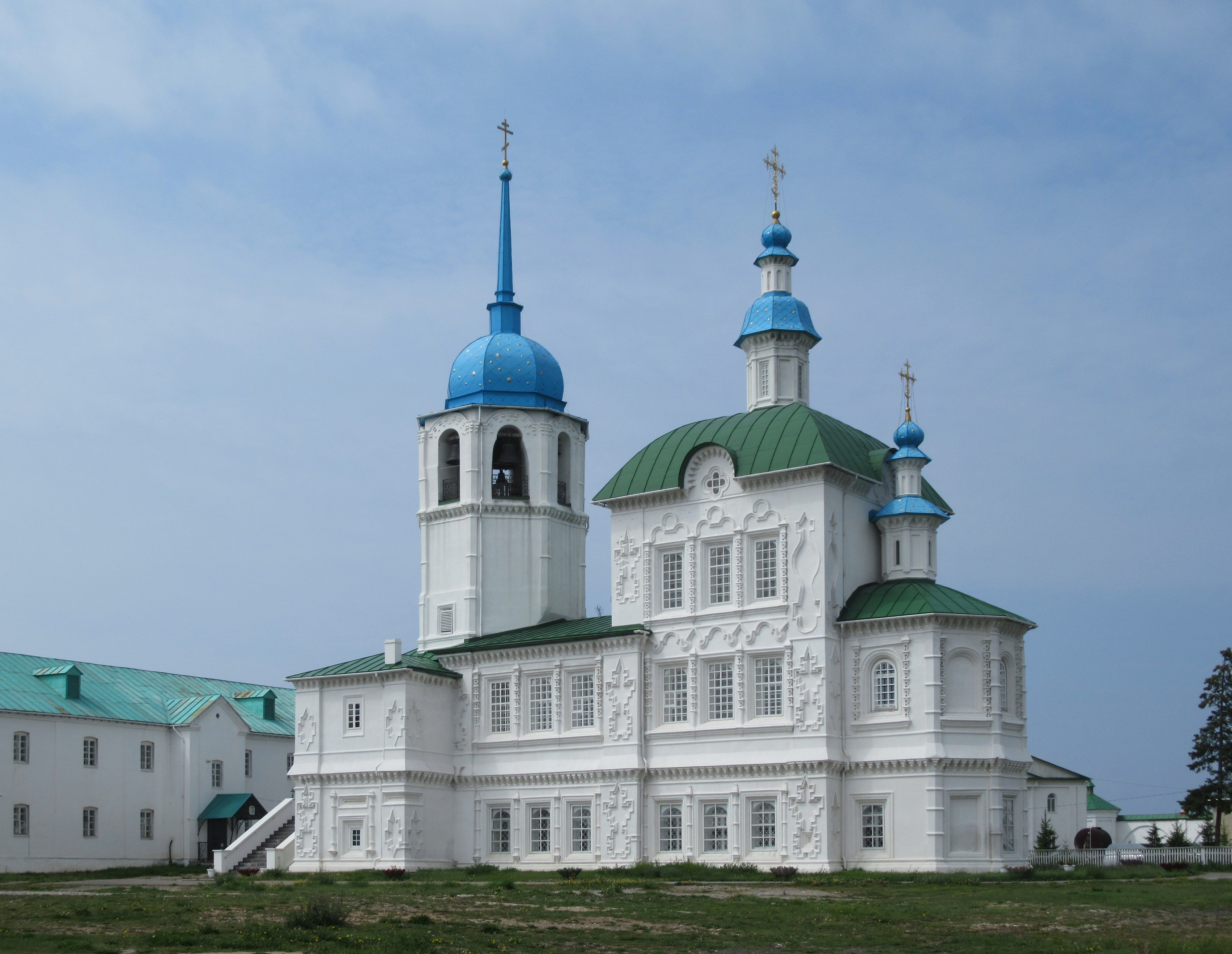
Spaso-Preobraženský monastýr
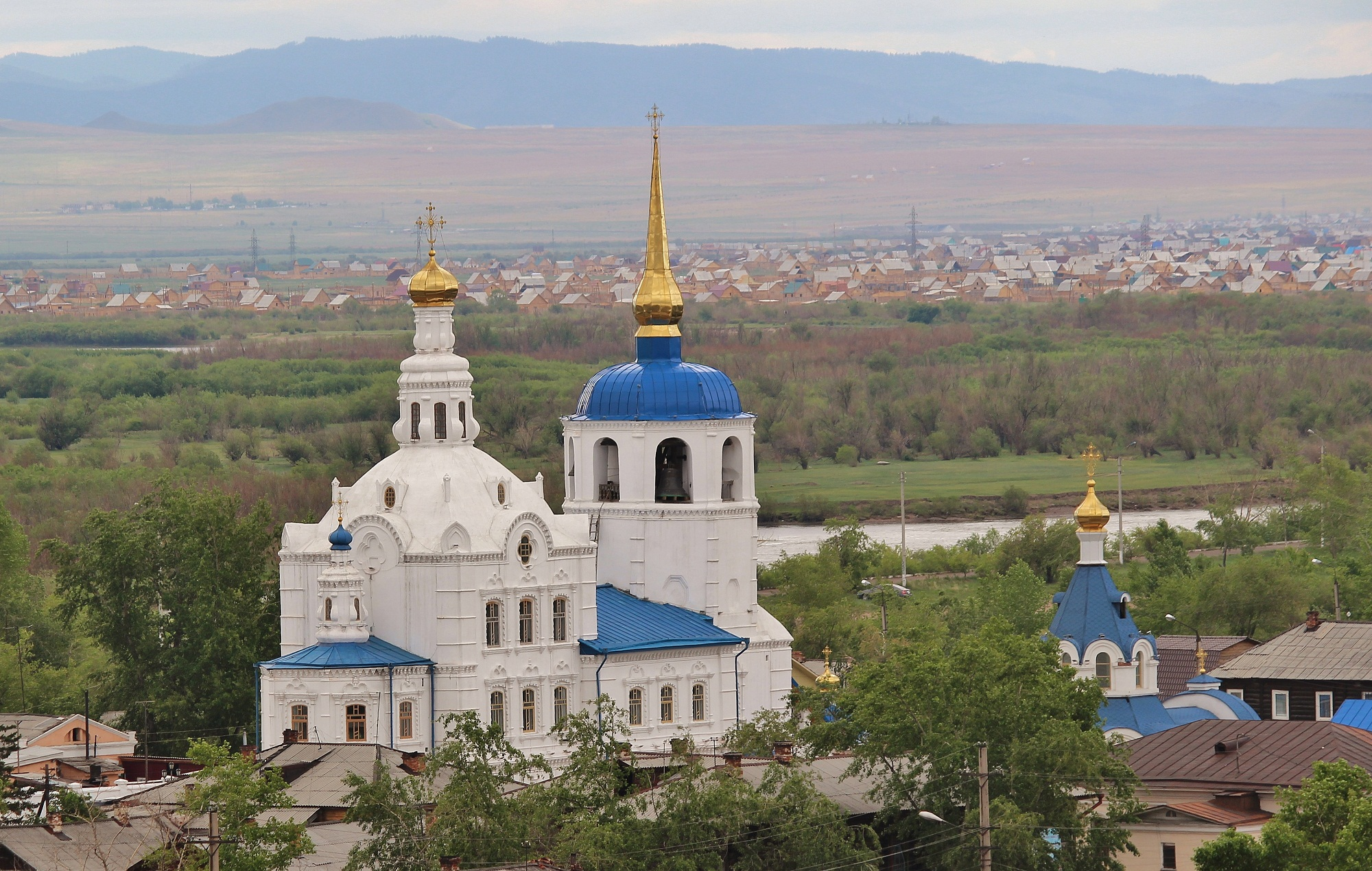
Odigitrijevský chrám
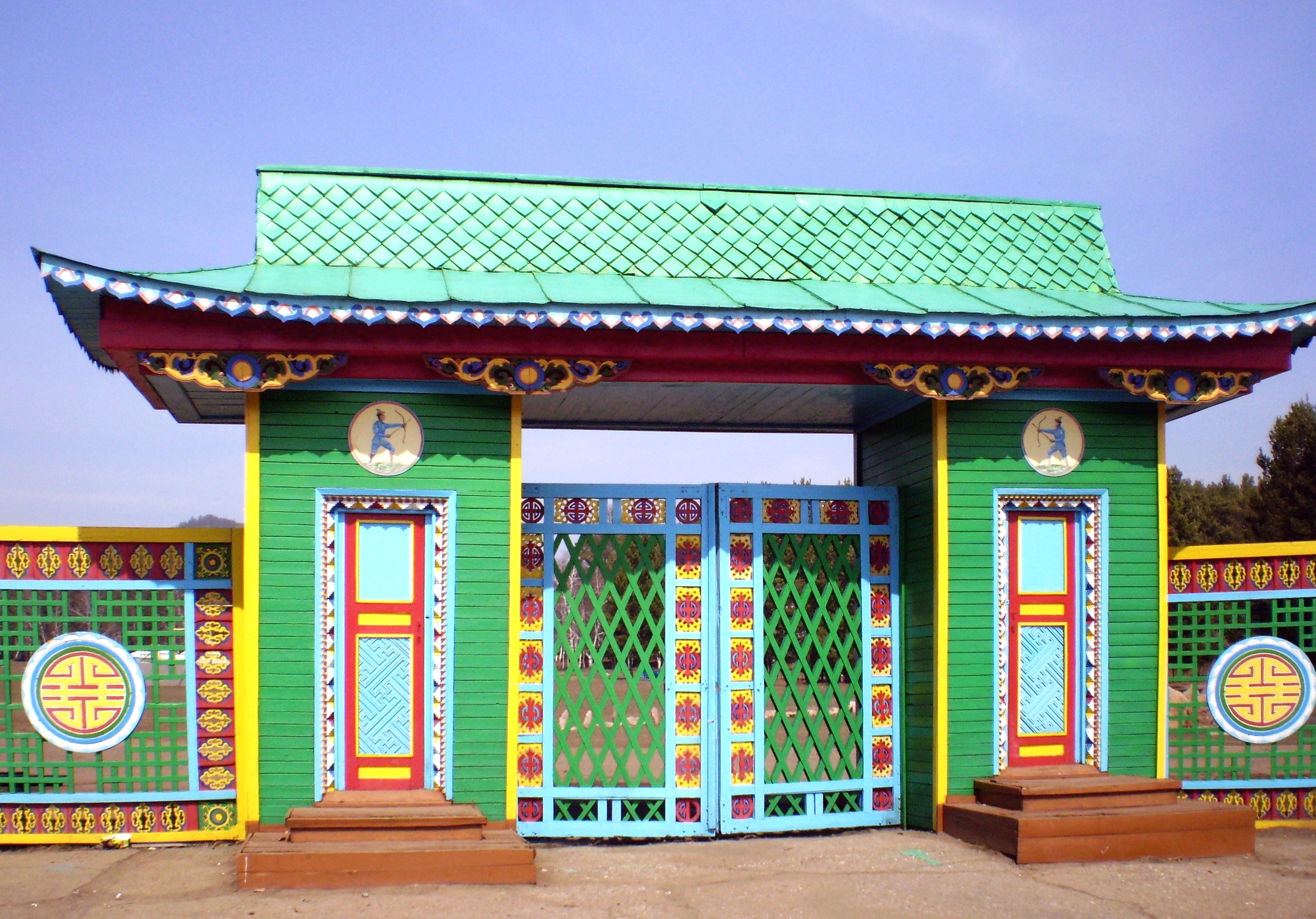
Etnografické muzeum, vchod
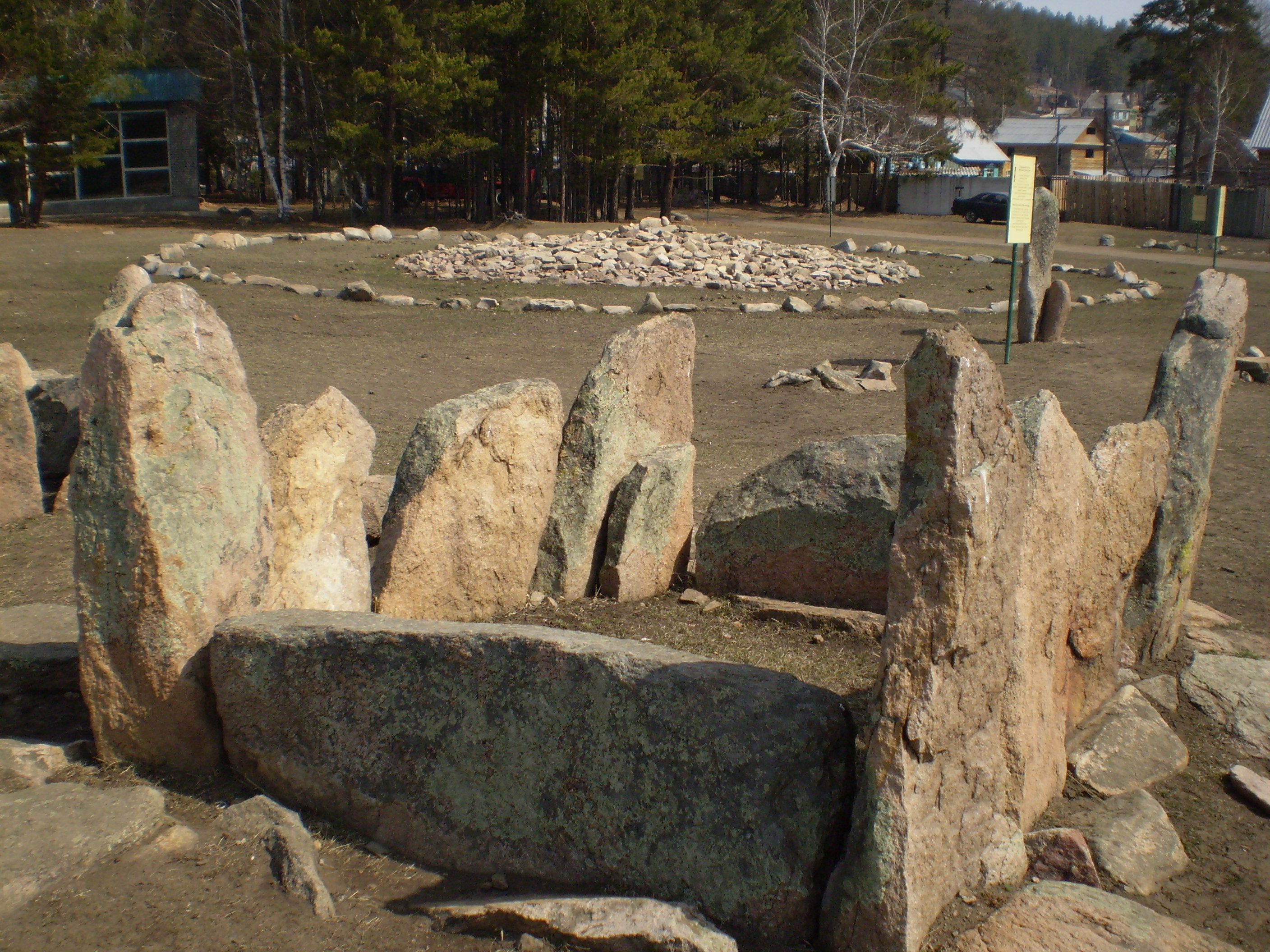
Mohyly v archeologickém komplexu

Nařízením vlády Ruské federace č. 68 ze dne 3. února 2007 byla na území Přibajkalského rajónu vytvořena turistická a rekreační zvláštní ekonomická zóna „Bajkalskaja gavaň“. Zvláštní ekonomická zóna se má v budoucnu stát lázněmi světové úrovně. Lázně o rozloze 700 km² budou v provozu celoročně a budou vybaveny rozvinutou infrastrukturou. Budou součástí přeshraniční trasy „Východní kruh“ zemí severovýchodní Asie. V roce 2027 by mělo přijet přes 2 milióny návštěvníků ročně, z toho 20 % ze zahraničí.

### Nerostné bohatství
V Burjatsku bylo nalezeno více než 700 ložisek nerostných surovin. Mezi identifikovanými – 247 ložisek zlata, 7 ložisek wolframu, 13 uranu, 2 molybdenu a beryllia, jedno ložisko hliníku, 8 ložisek fluoritu, 10 ložisek hnědého uhlí, 2 ložiska azbestu, také byla nalezená velká řada ložisek nefritu, stavebních materiálů, apatitu, fosforu, grafitu a zeolitu.

### Těžba
[ujasnit]
- 48 % – zinek
- 24 % – olovo
- 37 % – molybden
- 27 % – wolfram
- 16 % – fluorit
- 15 % – azbest

## Demografie
Na území republiky žije 973 860 lidí, průměrná hustota činí 2,77 obyvatel na 1 km². Ve městech žije kolem 60 % obyvatelstva, v hlavním městě žije kolem 1/3 obyvatelstva republiky. Původní obyvatelé Burjatska jsou Burjati, Evenkové a Sojoti.
Národnostní složení
| Národnost | 1939 (x 1000)  | 1959 (x 1000)   | 1970 (x 1000)   | 1979 (x 1000)   | 1989 (x 1000)   | 2002 (x 1000)   | 2010 (x 1000)   |
| --------- | -------------- | --------------- | --------------- | --------------- | --------------- | --------------- | --------------- |
| Rusové    | 393,1 (72,1 %) | ▲502,6 (74,6 %) | ▲597,0 (73,5 %) | ▲647,8 (72,1 %) | ▲726,2 (69,9 %) | ▼665,5 (67,8 %) | ▼630,8 (64,9 %) |
| Burjati   | 116,4 (21,3 %) | ▲135,8 (20,1 %) | ▲178,7 (22,0 %) | ▲206,9 (23,0 %) | ▲249,5 (24,0 %) | ▲272,9 (27,8 %) | ▲286,8 (29,5 %) |
| Tataři    | 3,8 (0,7 %)    | ▲8,0 (1,2 %)    | ▲10,0 (1,2 %)   | ▲10,3 (1,1 %)   | ▲10,5 (1,0 %)   | ▼8,2 (0,8 %)    | ▼6,8 (0,7 %)    |
| Ukrajinci | 13,4 (2,4 %)   | ▼10,1 (1,3 %)   | ▲10,8 (1,2 %)   | ▲15,3 (1,7 %)   | ▲22,9 (2,2 %)   | ▼9,6 (1,0 %)    | ▼5,6 (0,7 %)    |
| Sojoti    | …              | …               | …               | …               | …               | 2,7 (0,3 %)     | ▲3,6 (0,4 %)    |
| Evenkové  | 1,8 (0,3 %)    | ▼1,3 (0,2 %)    | ▲1,7 (0,2 %)    | ▼1,5 (0,16 %)   | ▲1,7 (0,16 %)   | ▲2,3 (0,2 %)    | ▲2,9 (0,3 %)    |

### Etnické složení
Podle informací platných k 1. lednu 2004 bylo etnické složení Burjatska následující:
- Rusové 67,8 %,
- Burjati 27,8 %,
- Němci 0,16 %,
- Ukrajinci 0,98 %,
- Tataři 0,83 %,
- Bělorusové 0,24 %,
- Evenkové 0,24 %,
- Židé 0,06 %,
- ostatní 1,89 % (mezi nimi také Tuvinci).[14]

### Města
- Ulan-Ude
- Gusinoozjorsk
- Severobajkalsk
- Kjachta
- Nižněangarsk
- Romanovka
- Zakamensk

## Přírodní rezervace a národní parky
V Burjatsku existuje několik velkých přírodních rezervací a národních parků. Mezi ně patří Borgojská rezervace, která je největším odpočívadlem stěhovavých ptáků v Eurasii, Barguzinská státní biosférická rezervace, Bajkalská státní biosférická rezervace, státní přírodní rezervace "Džerginskij", Zabajkalský národní park a národní park "Tunkinskij".

## Galerie

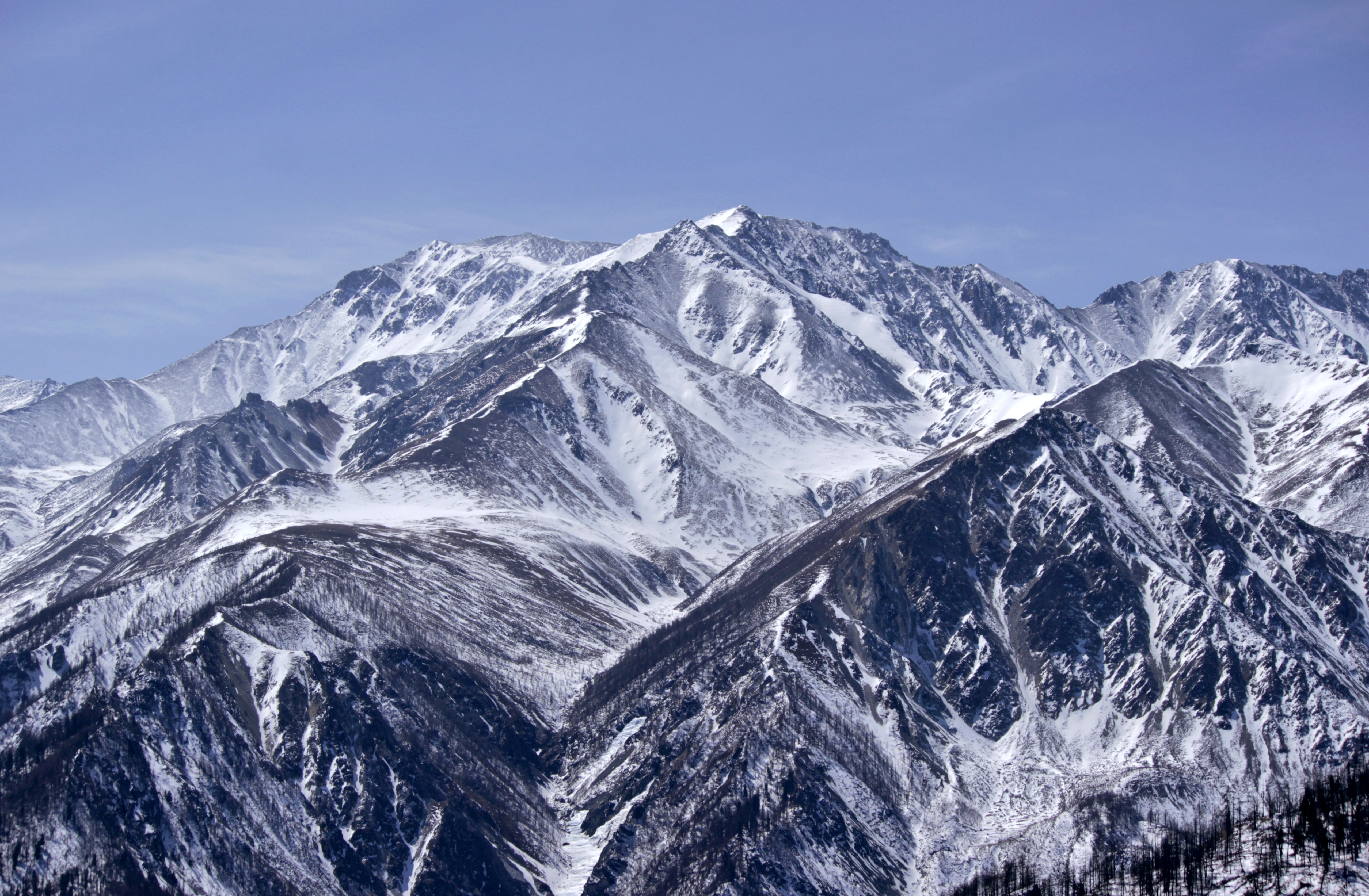
Munku Sardyk, nejvyšší hora Burjatska
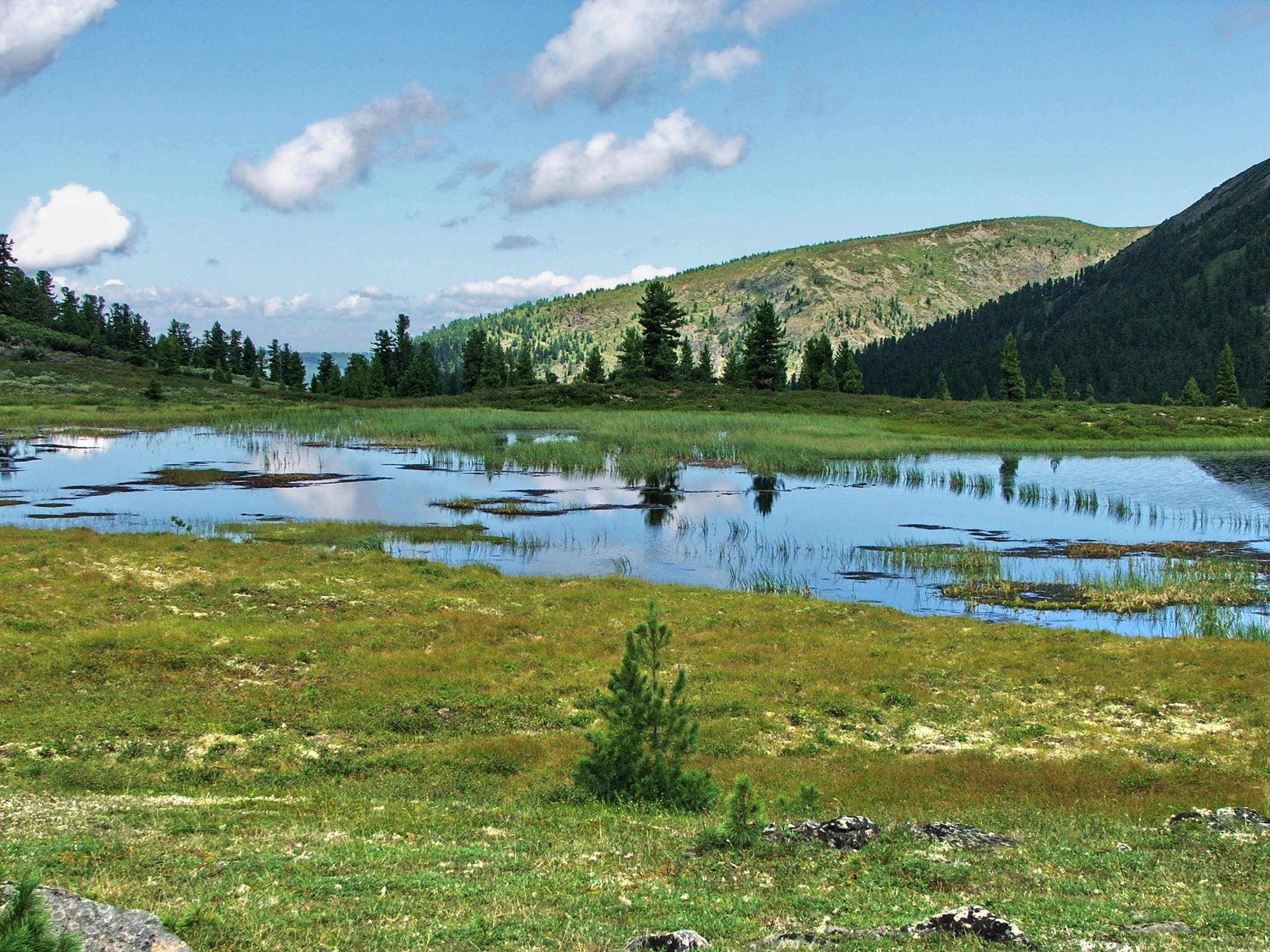
Burjatská krajina
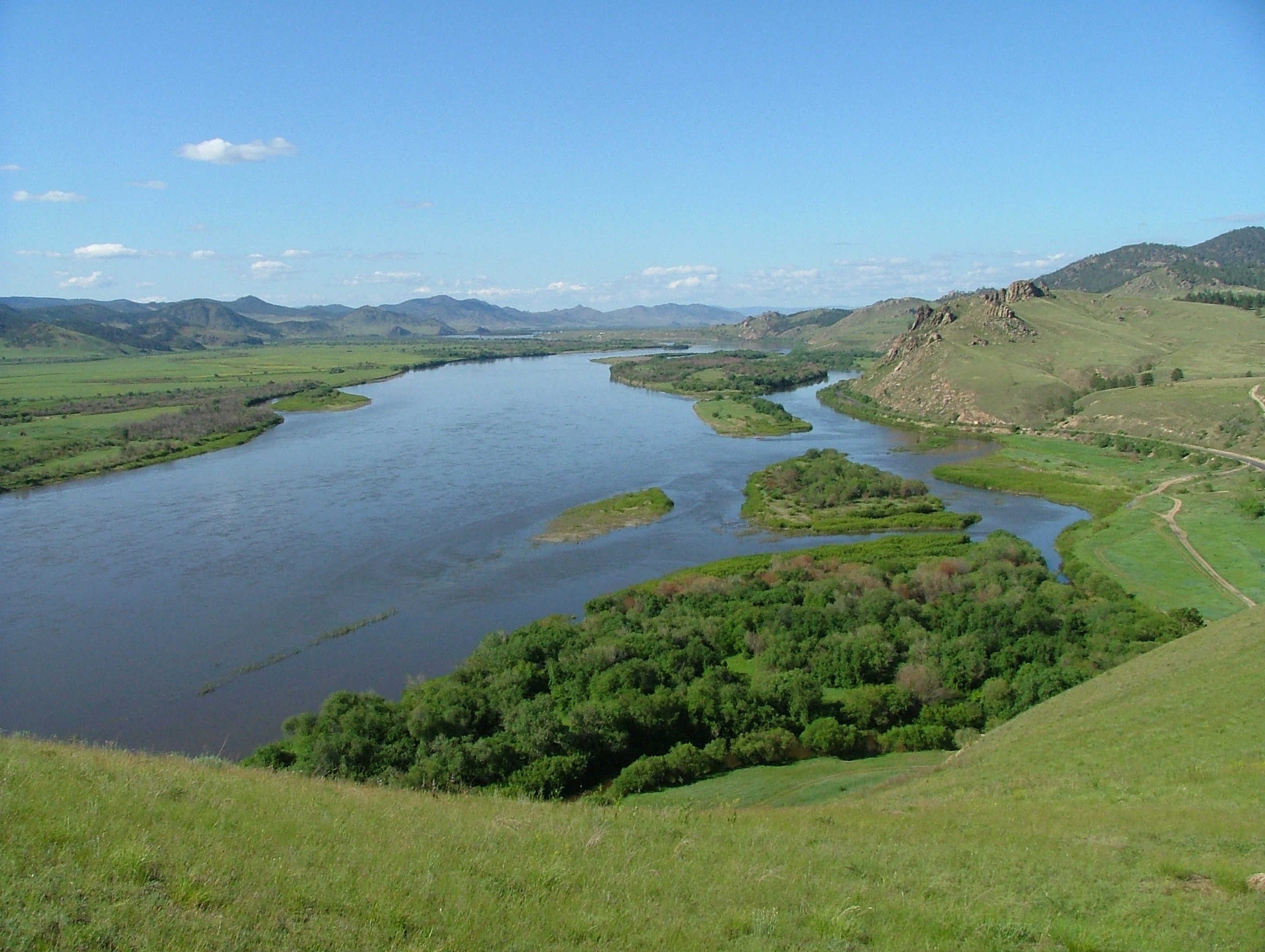
Řeka Selenga
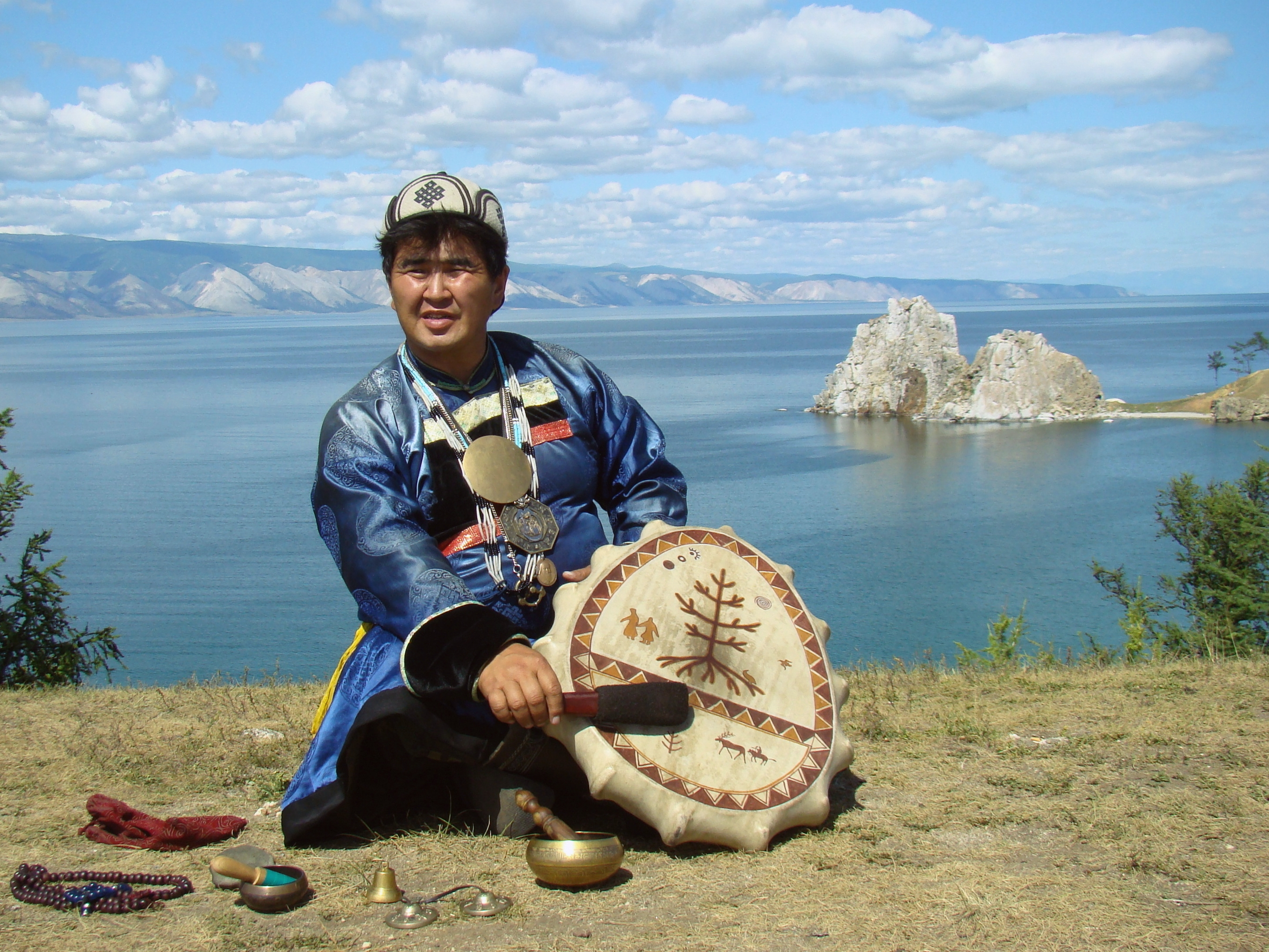
Burjatský šaman na břehu Bajkalu
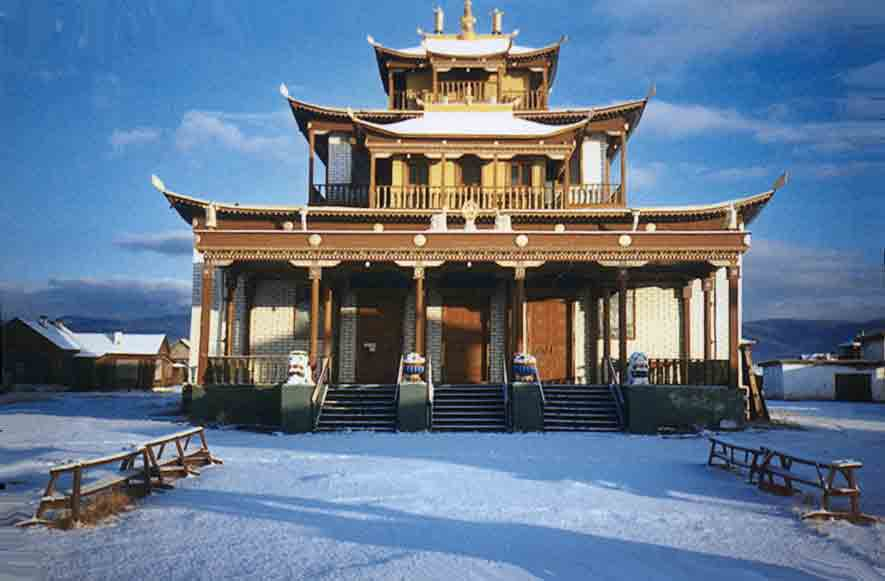
Buddhistický klášter Ivolginskij dacan
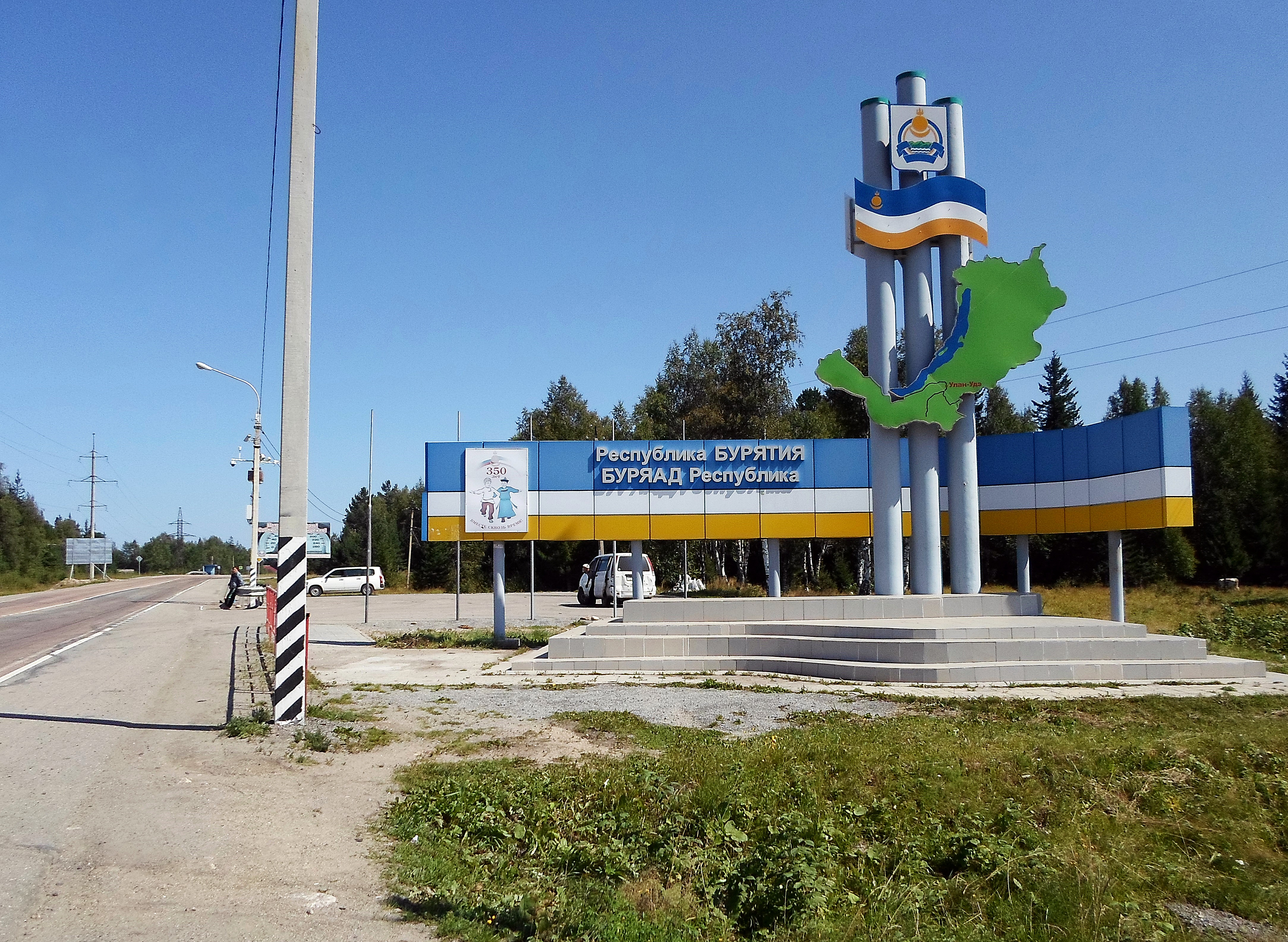
Dálnice R258 na hranicích Burjatska
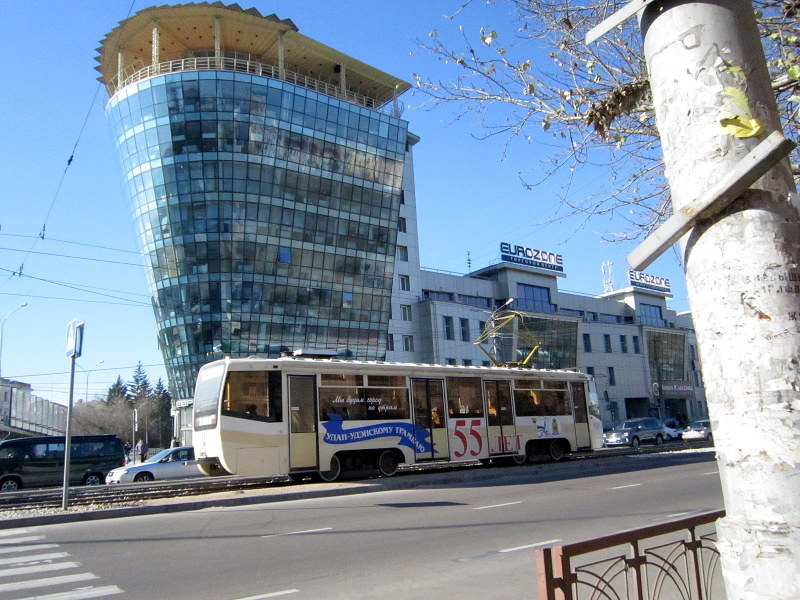
Nová administrativní budova v Ulan-Ude
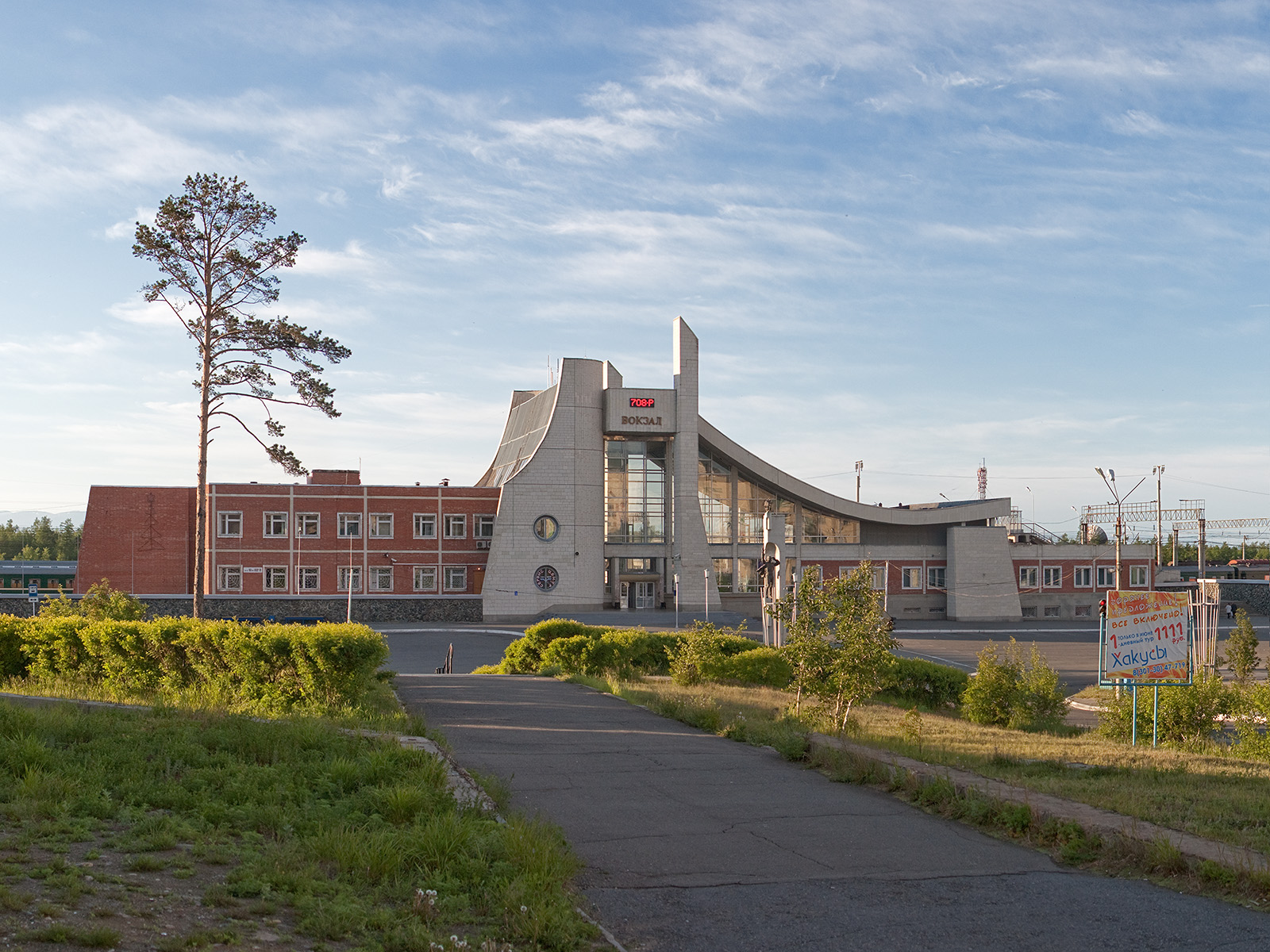
Nádraží v Severobajkalsku